# Tatra T6B5
Tatra T6B5 (podtyp tramvaje T6, v bývalém Sovětském svazu označovány jako T3M) je typ tramvaje vyráběné v československém (později českém) podniku ČKD Tatra od poloviny 80. let minulého století do konce 20. století.

## Konstrukce
Tramvaj T6B5 vychází (stejně jako ostatní typy československých tramvajových vozů 80. let) z konstrukce typu Tatra T5 ze začátku 70. let 20. století. Jde o jednosměrný čtyřnápravový motorový tramvajový vůz se třemi dveřmi a standardní výškou podlahy. Vozy jsou vybaveny elektrickou tyristorovou výzbrojí typu TV3.
Novinkou byly mechanické kotoučové brzdy s brzdovým kotoučem na hřídeli motoru. Ovládány byly prostřednictvím táhel, elektromagnetickými pružinovými brzdiči, používanými u vozů Tatra od typu T1 dodnes.
V roce 1993 byla založena česko-ukrajinská firma Tatra-Jug pro konečnou montáž tramvají dodaných z Prahy. Firma ale prodala pouze 39 vozů, ostatní čekaly na kupce. Až v roce 2003 bylo 10 vozů opraveno a zkompletováno firmou Inekon v ostravském dopravním podniku a následně prodáno městu Iževsk. Poslední čtyři tramvaje byly v Ostravě dokončeny roku 2007 pro ruskou Ufu.
Do tohoto typu tramvaje je možno montovat podvozky pro normální rozchod koleje 1435 mm a široký rozchod 1524 mm, který používá většina dopravců ve městech bývalého SSSR.
Vozy T6B5 nemají zúženou vozovou skříň v oblasti prvních a posledních dveří (představků). Bočnice skříně jsou tak v jedné rovině od předního a zadního čela. Vozidla díky tomu působí mohutněji než typ T6A5, ale fakticky širší nejsou.
Široká čela však neumožňovala využívat tyto vozy v tramvajových sítích většiny českých měst. V obloucích výrazně vybočovala z profilu a přesahy skříně vozu byly značné.

## Označení T3M
Aby se sovětští provozovatelé nového typu nebáli, obdržely tramvaje T6B5 obchodní označení T3M odkazující na pouhou modernizaci osvědčených vozů Tatra T3, i když T6B5 je zcela odlišný a nově vyvinutý vůz.

## Prototypy
Na začátku 80. let 20. století bylo potřeba nahradit už poněkud zastaralé tramvaje T3 novým, modernějším typem. Vyrobilo se mnoho prototypů, ale až typ T6B5 byl schválen do výroby (ale pouze pro zahraniční zákazníky).
V roce 1983 byly vyrobeny dva prototypy vozu T6B5, které byly ihned poté zkoušeny na pražské tramvajové síti pod čísly 0016 a 0017. O rok později byly předány do Moskvy, kde obdržely čísla 001 a 002 a byly dále testovány. O něco později byly nasazeny do běžného provozu. V roce 1994 byly vozy přečíslovány na 0301 a 0302. V současnosti je v provozu pouze tramvaj ev.č. 0301, druhý vůz se používá jako služební. Žádné další tramvaje tohoto typu už do Moskvy dodány nebyly.

## Provoz
Přehled dodaných nových vozů (přímo z výroby). Tramvaje si různé dopravní podniky prodávaly, takže počet měst, kde je (nebo byl) v provozu typ T6B5, je zřejmě vyšší. V letech 1983 až 2007 bylo vyrobeno 1279 vozů.
| Současný stát | Město           | Článek | Typ      | Roky dodávek | Počet vozů | Evidenční čísla při dodání    | Poznámky               |
| ------------- | --------------- | ------ | -------- | ------------ | ---------- | ----------------------------- | ---------------------- |
| Bělorusko     | Minsk           | článek | T6B5SU   | 1990 – 1996  | 24 kusů    | 001 – 025                     | číslo 022 neobsazeno   |
| Bulharsko     | Sofie           | článek | T6B5B    | 1989         | 37 kusů    | 4101 – 4137                   |                        |
| Lotyšsko      | Riga            | článek | T6B5SU   | 1988 – 1990  | 62 kusů    | 201 – 262, viz též pozn.      |                        |
| Rusko         | Barnaul         | článek | T6B5SU   | 1985 – 1989  | 106 kusů   | 1001 – 1032 3001 – 3209       | s mezerami             |
| Rusko         | Iževsk          | článek | ∑        | 1987 – 2003  | 45 kusů    |                               |                        |
| Rusko         | Iževsk          | článek | T6B5SU   | 1987 – 1991  | 35 kusů    | 2001 – 2035                   |                        |
| Rusko         | Iževsk          | článek | T6B5-RA  | 2003         | 10 kusů    | 2036 – 2045                   |                        |
| Rusko         | Jekatěrinburg   | článek | T6B5SU   | 1987 – 1989  | 34 kusů    | 357 – 372 730 – 747           |                        |
| Rusko         | Kursk           | článek | T6B5SU   | 1987 – 1995  | 78 kusů    | 009 – 086                     |                        |
| Rusko         | Lipeck          | článek | T6B5SU   | 1988 – 1989  | 45 kusů    | 2101 – 2145                   |                        |
| Rusko         | Moskva          | článek | T6B5SU   | 1984         | 2 kusy     | 001 – 002                     |                        |
| Rusko         | Nižnij Novgorod | článek | T6B5SU   | 1988 – 1989  | 25 kusů    | 2901 – 2925                   |                        |
| Rusko         | Novokuzněck     | článek | T6B5SU   | 1989         | 15 kusů    | 215 – 228                     |                        |
| Rusko         | Orel            | článek | T6B5SU   | 1989 – 1990  | 14 kusů    | 086 – 099                     |                        |
| Rusko         | Rostov na Donu  | článek | T6B5SU   | 1988 – 1989  | 40 kusů    | 800 – 839                     |                        |
| Rusko         | Samara          | článek | T6B5SU   | 1989 – 1993  | 48 kusů    | 853 – 867 1003 – 1036         | číslo 1024 neobsazeno  |
| Rusko         | Tula            | článek | T6B5SU   | 1988 – 1996  | 77 kusů    | viz poznámka                  |                        |
| Rusko         | Tver            | článek | T6B5SU   | 1985 – 1988  | 35 kusů    | 1, 3-4, 6, 9, 11-38, 136, 138 |                        |
| Rusko         | Ufa             | článek | ∑        | 1988 – 2007  | 34 kusů    |                               |                        |
| Rusko         | Ufa             | článek | T6B5SU   | 1988         | 30 kusů    | 1101 – 1130                   |                        |
| Rusko         | Ufa             | článek | T6B5-MPR | 2007         | 4 kusy     | 2007 – 2009, 2031             |                        |
| Rusko         | Uljanovsk       | článek | T6B5SU   | 1988 – 1990  | 45 kusů    | 2173 – 2217                   |                        |
| Rusko         | Vladikavkaz     | článek | T6B5SU   | 1988         | 20 kusů    | 110 – 129                     |                        |
| Rusko         | Volgograd       | článek | T6B5SU   | 1987 – 1989  | 20 kusů    | 2834 – 2853                   |                        |
| Rusko         | Voroněž         | článek | T6B5SU   | 1989         | 12 kusů    | 105 – 116                     |                        |
| Severní Korea | Pchjongjang     | článek | T6B5K    | 1990 – 1992  | 129 kusů   | 1046 – 1174                   |                        |
| Ukrajina      | Charkov         | článek | T6B5SU   | 1988 – 1990  | 55 kusů    | 1519 – 1573                   | od 2007: 4519 – 4573   |
| Ukrajina      | Dnipro          | článek | T6B5SU   | 1996 – 2002  | 12 kusů    | 3001 – 3012                   |                        |
| Ukrajina      | Doněck          | článek | T6B5SU   | 2003         | 8 kusů     | 3001 – 3008                   |                        |
| Ukrajina      | Kamjanske       | článek | T6B5SU   | 1996 – 2000  | 5 kusů     | 2000 – 2004                   |                        |
| Ukrajina      | Kyjev           | článek | T6B5SU   | 1985 – 1994  | 97 kusů    | 001 – 077 100, 101 301 – 318  |                        |
| Ukrajina      | Kryvyj Rih      | článek | T6B5SU   | 1993         | 1 kus      |                               |                        |
| Ukrajina      | Mykolajiv       | článek | T6B5SU   | 2000 – 2001  | 3 kusy     | 1915, 2001, 2002              |                        |
| Ukrajina      | Oděsa           | článek | T6B5SU   | 1999         | 1 kus      | 7001                          |                        |
| Ukrajina      | Záporoží        | článek | T6B5SU   | 1988 – 1996  | 50 kusů    | 417 – 466                     |                        |
| Uzbekistán    | Taškent         | článek | T6B5SU   | 1991 – 1999  | 100 kusů   | 2701 – 2757                   | další čísla nezjištěna |

Poznámky:
Kyjev byl prvním městem v Sovětském svazu, které obdrželo tramvaje typu T3 (rok 1964). Předávka nových vozů typu T3M byla proto načasována tak, aby to byl právě Kyjev, který jako první obdrží novou generaci těchto vozů (rok 1985, prototypy do Moskvy se nepočítají, Tver a Barnaul byly o cca měsíc opožděny).
Tula: vozy T6B5SU obdržely čísla 13, 14, 17, 18, 23 – 30, 47, 48, 83, 84, 301 – 358.
Riga: evidenční číslo je nyní skryto v pětimístném označení, kde první cifra je kód vozovny a pátá cifra je kontrolní
Některé vozy z 90. let a všechny vozy z přelomu 20. a 21. století vyrobila ukrajinská firma Tatra-Jug.
Součet kusů v tabulce udává číslo 1358; stránka Transphoto.ru udává počet 1285 kusů.